# Pictures at Eleven
| Recensione              | Giudizio    |
| ----------------------- | ----------- |
| AllMusic                | [ 4 ]       |
| Robert Christgau        | B           |
| Sputnikmusic            | 3.4 (Great) |
| Piero Scaruffi          | [ 7 ]       |
| Dizionario del Pop-Rock | [ 8 ]       |
| 24.000 dischi           | [ 9 ]       |

Pictures at Eleven è il primo album da solista di Robert Plant, registrato due anni dopo lo scioglimento dei Led Zeppelin.

## Tracce

### LP
Lato A (ST-SS-824945-SP)
1. Burning Down One Side – 3:55 (Robert Plant, Robbie Blunt, Jezz Woodroffe)
2. Moonlight in Samosa – 3:58 (Robert Plant, Robbie Blunt)
3. Pledge Pin – 4:01 (Robert Plant, Robbie Blunt)
4. Slow Dancer – 7:43 (Robert Plant, Robbie Blunt)

Lato B (ST-SS-824946-AR)
1. Worse Than Detroit – 5:55 (Robert Plant, Robbie Blunt)
2. Fat Lip – 5:05 (Robert Plant, Robbie Blunt, Jezz Woodroffe)
3. Like I've Never Been Gone – 5:56 (Robert Plant, Robbie Blunt)
4. Mystery Title – 5:16 (Robert Plant, Robbie Blunt)

### CD
Edizione CD del 2007, pubblicato dalla Swan Song Records (R2 74158)
1. Burning Down One Side – 3:58 (Robert Plant, Robbie Blunt, Jezz Woodroffe)
2. Moonlight in Samosa – 4:02 (Robert Plant, Robbie Blunt)
3. Pledge Pin – 4:04 (Robert Plant, Robbie Blunt)
4. Slow Dancer – 7:47 (Robert Plant, Robbie Blunt)
5. Worse Than Detroit – 6:00 (Robert Plant, Robbie Blunt)
6. Fat Lip – 5:09 (Robert Plant, Robbie Blunt, Jezz Woodroffe)
7. Like I've Never Been Gone – 6:00 (Robert Plant, Robbie Blunt)
8. Mystery Title – 5:23 (Robert Plant, Robbie Blunt)
9. Far Post – 4:42 (Robert Plant, Robbie Blunt, Jezz Woodroffe) – Traccia bonus - Singolo 19429 (settembre 1982)
10. Like I've Never Been Gone (live) – 7:32 (Robert Plant, Robbie Blunt) – Traccia bonus - Registrato dal vivo al The Summit di Houston (Texas) il 20 settembre 1983

## Musicisti
- Robert Plant - voce solista
- Robbie Blunt - chitarre
- Gerald Woodruffe - tastiere, sintetizzatori
- Paul Martinez - basso
- Phil Collins - batteria (eccetto nei brani: Slow Dancer e Like I've Never Been Gone)
- Cozy Powell - batteria (brani: Slow Dancer e Like I've Never Been Gone)
- Raphael Ravenscroft - sassofono (brano: Pledge Pin)

Note aggiuntive
- Robert Plant - produttore, mixaggio, design copertina album originale
- Registrazioni effettuate al Rockfield Studios di Monmouth, Galles, Regno Unito
- Pat Moran - ingegnere delle registrazioni, mixaggio
- Benji Lefevre, Robbie Blunt e Jezz Woodroffe - assistenti mixaggio
- Michael Hoppen - fotografia copertina album originale, design copertina album originale
- Ringraziamenti speciali a: Benji Lefevre, Rex King e Peter Célié Bone[10]

## Classifica
Album
| Anno | Classifica            | Posizione raggiunta |
| ---- | --------------------- | ------------------- |
| 1982 | Official Albums Chart | 2                   |
| 1982 | Billboard 200         | 5                   |

Singoli
| Anno | Titolo del brano      | Classifica             | Posizione raggiunta |
| ---- | --------------------- | ---------------------- | ------------------- |
| 1982 | Burning Down One Side | Official Singles Chart | 73                  |
| 1982 | Burning Down One Side | Billboard Hot 100      | 64                  |
| 1982 | Pledge Pin            | Billboard Hot 100      | 74                  |
| 1982 | Burning Down One Side | Mainstream Rock Songs  | 3                   |
| 1982 | Worse Than Detroit    | Mainstream Rock Songs  | 10                  |
| 1982 | Slow Dancer           | Mainstream Rock Songs  | 19                  |
| 1983 | Pledge Pin            | Mainstream Rock Songs  | 11                  |
| 1983 | Far Post              | Mainstream Rock Songs  | 12                  |